# Cafébrand Volendam

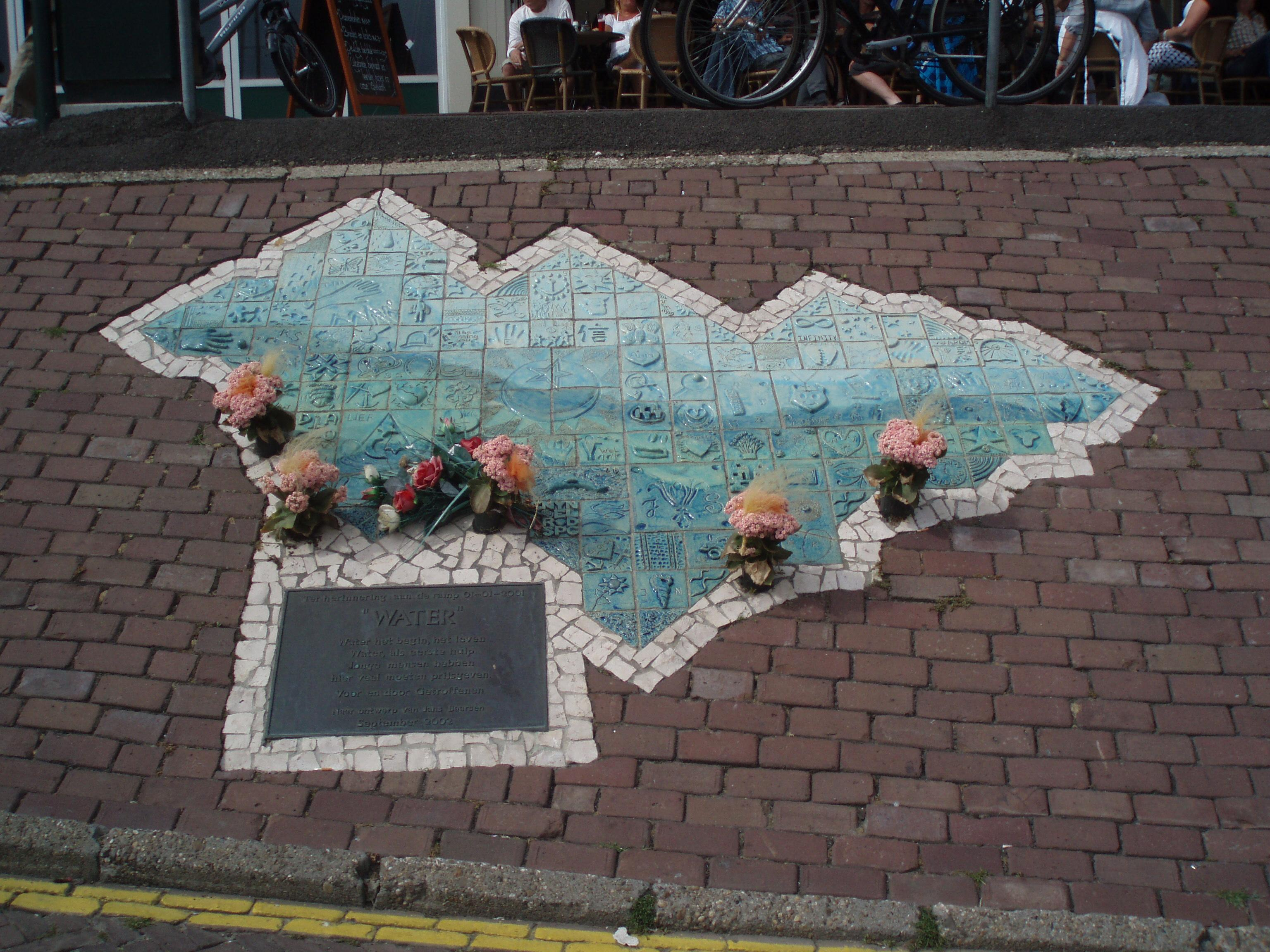
Monument op de kade ter nagedachtenis aan de brand

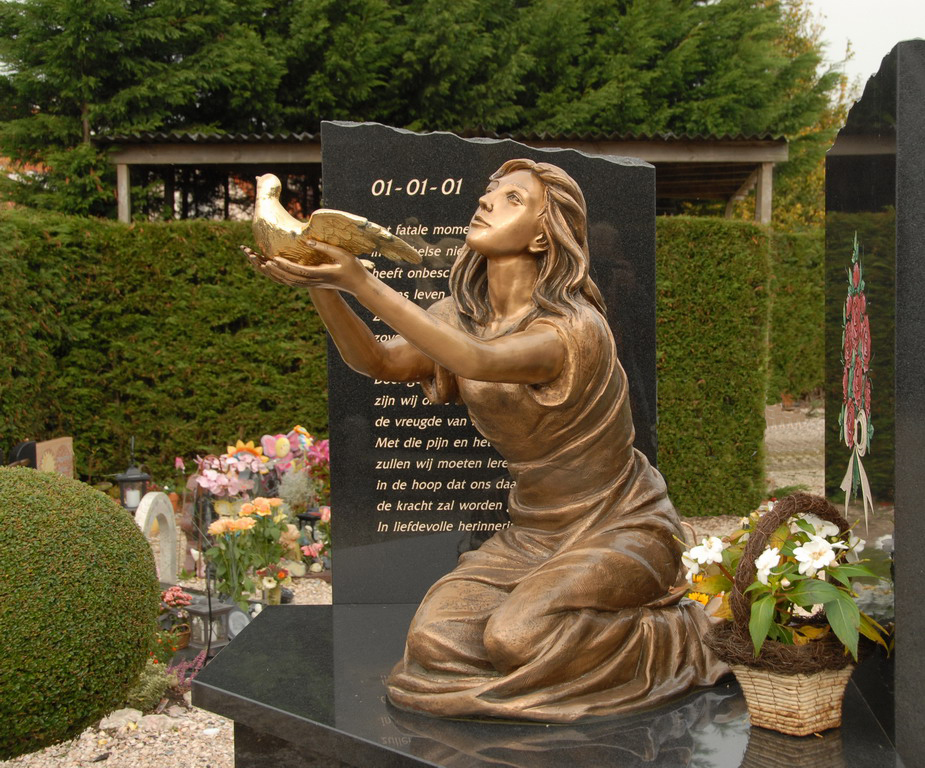
Monument op het kerkhof van de Sint-Vincentiuskerk

De cafébrand van Volendam was een brand die plaatsvond in de nieuwjaarsnacht van 2000 op 2001 in Café de Hemel in Volendam. Bij de brand vielen veertien doden en tweehonderd ernstig gewonden.

## Achtergrond
Café de Hemel (ook wel 't Hemeltje) bevond zich op de eerste verdieping van dijkpand Haven 154-156. Op de begane grond aan de dijk was de Wir War Bar gevestigd. In het souterrain bevond zich café de Blokhut. 't Hemeltje was een populair feestcafé onder jongeren en sinds Sinterklaas was het volledige plafond gedecoreerd met kersttakken van blauwspar en kerstlichtjes. Voor het oudejaarsfeest hadden zich tachtig mensen aangemeld maar in de loop van de avond liep het aantal bezoekers op tot driehonderd personen en het café puilde uit.

## Oorzaak
De directe aanleiding was een pakje met sterretjes dat om half één werd aangestoken. Het pakje gaf een steekvlam en door de schrik werd deze omhoog gehouden tegen de volledig uitgedroogde takken. Doordat de kerstversiering niet geïmpregneerd was met een brandwerend middel vlogen de kerstboomtakken meteen in brand.
De brandende massa kwam naar beneden in het overvolle café, en veroorzaakte een felle korte brand waarbij de temperatuur opliep tot 500°C met veel rook. De kerstverlichting smolt waardoor kortsluiting ontstond en het licht uitviel. De brand doofde door zuurstofgebrek binnen drie minuten.

## Vluchtroutes
Door zuurstofgebrek raakten mensen bewusteloos en struikelden over elkaar bij het vluchten, en kwamen tot vier lagen over elkaar te liggen. Bij het vluchten was er slechts een spiltrap als vluchtweg. De nooduitgang had een greep die verkeerd gemonteerd was en was voorzien van een extra balk. De ramen aan de voorzijde waren voorzien van een traliewerk waardoor de bezoekers niet weg konden. Ook op de lagere verdieping, waar zich de Wir War bevond, was een gebrek aan vluchtroutes, waarbij mensen van het dak aan de achterzijde naar beneden sprongen.

## Hulpverlening
Om 0.38 uur kwam de eerste melding binnen bij de meldkamer Ambulancezorg. De centralist lichtte direct de meldkamer van de brandweer en politie in. Vijf minuten later waren de eerste twee politievoertuigen ter plaatse. De eerste brandweerauto en ambulance arriveerden om 0.46 en 0.51 uur. De hulpverleners werden zo heftig door slachtoffers en omstanders aangeklampt dat hun kleding scheurde.
Rond de klok van 0.53 uur waren er reeds vier ambulances gestuurd, maar door berichten van vele gewonden besloten de centralisten tot opschaling. Om 1.15 uur waren naar schatting tien ambulances ter plaatse. De triage van slachtoffers werd opgestart. Om 1.45 uur arriveerde een eerste Mobiel Medisch Team. Omstreeks 2.00 uur was een verbindings- en commandovoertuig ter plaatse. Vier Snel Inzetbare Groep ter Medische Assistentie-tenten werden ingezet, waar zelfs de regio West-Friesland bijstand verleende.
In totaal werden 61 ambulances ingezet. Ook hebben 6 huisartsen uit Volendam hulp verleend en was de EHBO-Vereniging Sint Willibrordus ingezet, die met 70 man ter plaatse was. Rond 3.40 uur begon men een overzicht te krijgen van het aantal slachtoffers. Vanaf circa 4.30 uur begon de afschaling van de hulpverlening en om ongeveer 5.00 uur waren alle gewonden van de rampplek geëvacueerd.
Hulpverleners van het eerste uur waren zeer aangedaan door wat zij aantroffen: jonge mensen met ernstige brandwonden, soms bekenden. De situatie was chaotisch en communicatie met de meldkamer verliep in het begin moeizaam. Omstanders hebben geholpen bij de opvang van de slachtoffers. Een groot aantal slachtoffers is ook zelf naar het ziekenhuis gegaan of werd door de politie gebracht.

## Slachtoffers
Veertien mensen zijn omgekomen. Daarnaast werden er 241 mensen opgenomen in een ziekenhuis, van wie er 200 ernstig gewond waren. De capaciteit van de brandwondencentra in Purmerend, Beverwijk, Groningen, Utrecht en Rotterdam was te klein om alle gewonden te behandelen. Daarom werden sommigen in het buitenland verpleegd, onder wie vier in Aken en een aantal in Mechelen en Brussel.
Na de ramp ontwikkelde 16% van de slachtoffers een posttraumatische stressstoornis. De psychische en sociale verwerking van de ramp werd onder leiding van deskundigen en de Volendamse pastoor Jan Berkhout opgezet.

## Onderzoek
Bij het onderzoek naar de brand kwam naar voren dat de café-eigenaar nalatig is geweest om de kerstversiering te impregneren met een brandwerend middel. Ook waren er te veel mensen aanwezig in een pand met te weinig vluchtwegen naar buiten. Aan diverse verordeningen van de gemeente was niet voldaan. Er werden vragen gesteld of de controles door de gemeente wel voldoende waren uitgevoerd. De cafébrand was dan ook een aanleiding voor verscherpte landelijke controles naar brandveiligheid in de horeca.

## Politieke gevolgen
Frank IJsselmuiden, de toenmalige burgemeester van Edam-Volendam, trad af naar aanleiding van de ramp, net als CDA-wethouder Wim Visscher.

## Pastorale zorg
Jan Berkhout, pastoor van de parochie van de Sint-Vincentiuskerk te Volendam, verleende pastorale zorg aan de slachtoffers en nabestaanden. Zo ging hij voor in de uitvaarten van de dodelijke slachtoffers en bezocht hij gewonde slachtoffers en hun familie. Dit werk leidde tot een burn-out waardoor hij een half jaar ziek was. Hij schreef het boek Pastoor van Volendam over de brand en de gevolgen en pleitte voor het opnemen van kerkelijke organisaties in rampenplannen.

## Bekende overlevenden
- Simon Keizer overleefde de brand zonder fysiek letsel.[7][8]
- Nick Schilder liep derdegraads brandwonden aan zijn rechterhand en een longbeschadiging op.[7]
- Kees Tol liep derdegraads brandwonden op aan zijn rechterbovenbeen.[9]
- Kees Kwakman overleefde de brand met lichte brandwonden.[10]